# Chonmage

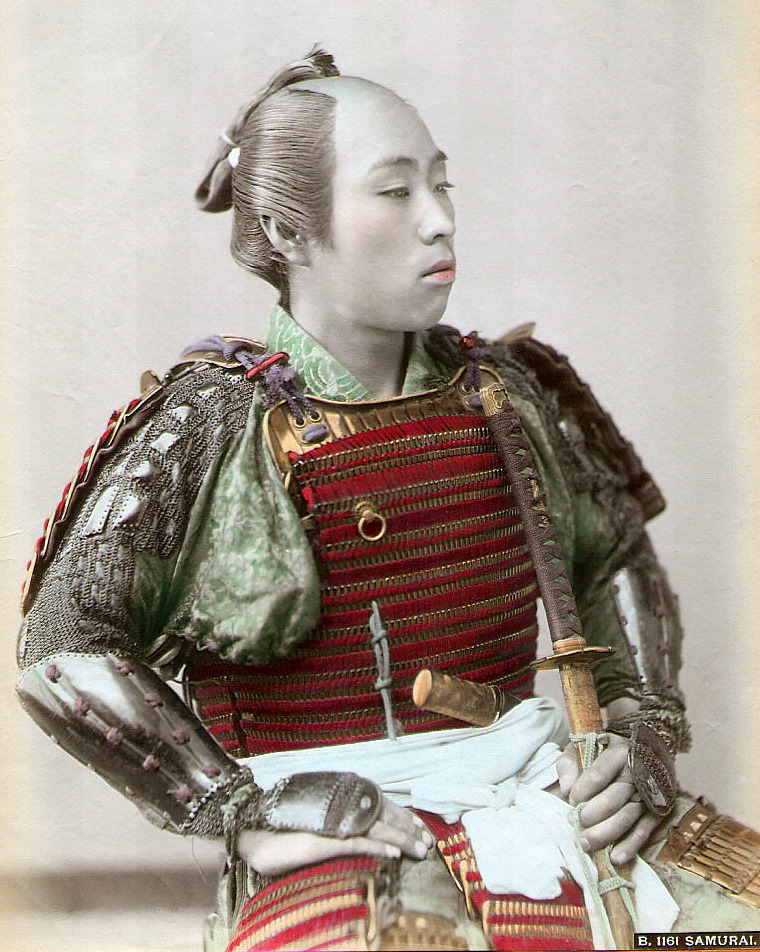
Un samurái del luciendo su chonmage

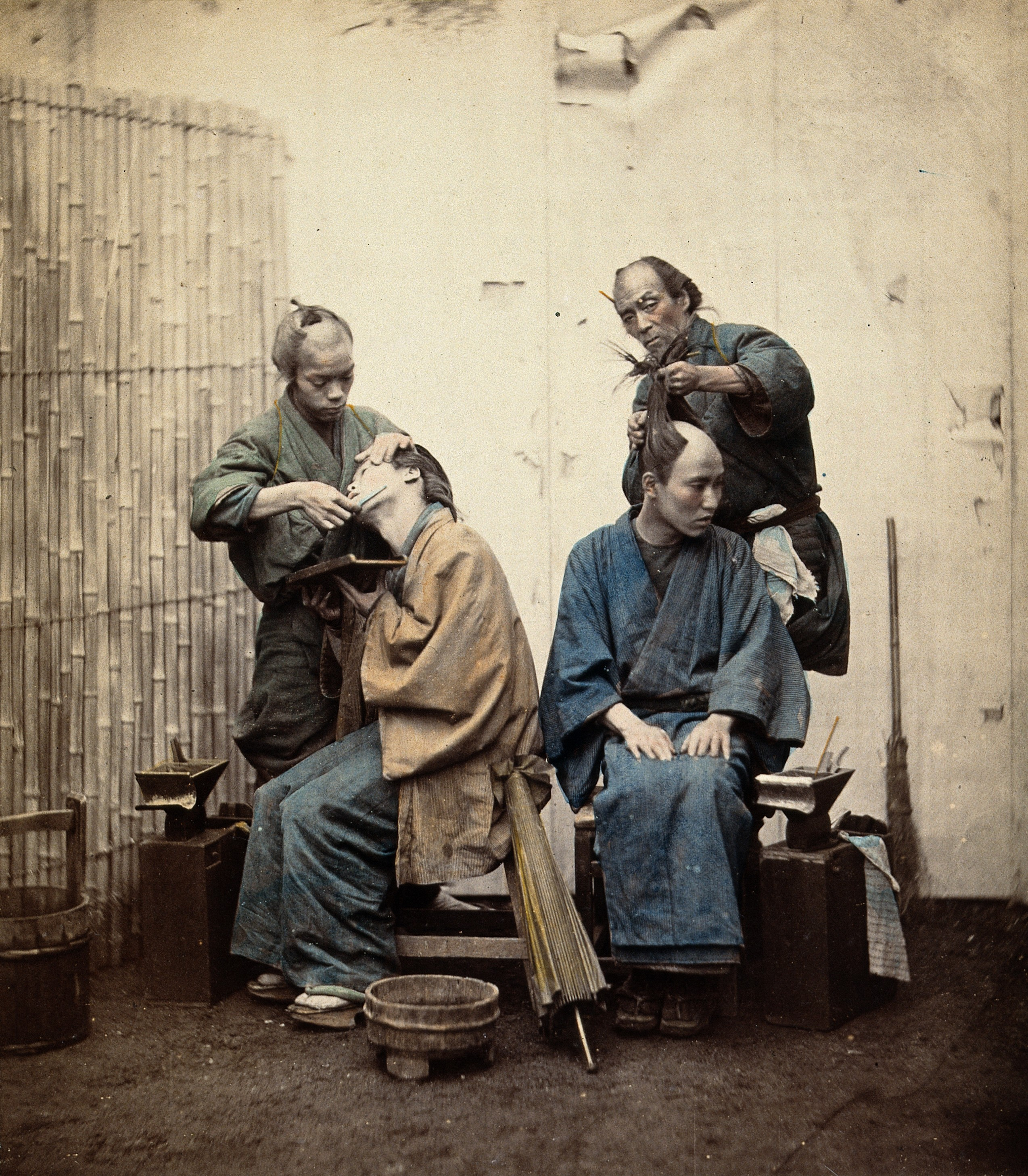
Una barbería japonesa del siglo XIX

El chonmage (丁髷) es un tipo de peinado tradicional japonés con forma de coleta o moño, utilizado exclusivamente por hombres. Este es asociado a menudo con el período Edo (1603–1868) y más específicamente con los samurai, no obstante, en la actualidad es utilizado mayormente por los luchadores de sumo (rikishi). Originalmente, el chonmage era un método con el cual los samurai sostenían su kabuto utilizando el cabello mientras estaban en batalla, por lo cual se convirtió en un símbolo de estatus entre la sociedad japonesa.
En el chonmage tradicional del período Edo, la parte superior de la cabeza solía estar afeitada. El cabello restante era peinado con aceite y arreglado con cera para luego ser amarrado con un nudo, dejando la coleta doblada hacia adelante encima del espacio afeitado, otorgándole al individuo un aspecto característico.

## Historia
Los orígenes del chonmage pueden ser trazados hasta el período Heian (794–1185). Durante este período, la aristocracia japonesa solía utilizar unas coronas especiales con forma de gorro como parte de sus vestimentas oficiales. Para asegurar la corona en su sitio, el cabello era amarrado cerca de la parte trasera de la cabeza.
Entre los años 1580 (llegado el fin del período Sengoku, 1467–1615) y 1630 (inicio del período Edo, 1603–1867), las concepciones culturales de Japón hacia el cabello masculino empezaron a cambiar; anteriormente el poseer una larga cabellera y una barba era percibido como un símbolo de hombría durante una era llena de conflictos militares, sin embargo, con la llegada del período de paz, esto fue cambiando gradualmente hasta que las barbas y el cabello largo empezaron a ser visto como algo barbárico, contrario a la paz lograda tras dos siglos de intensa guerra civil. Este cambio también fue impuesto durante la Invasión Japonesa de Joseon (1592–1598), donde algunos comandantes militares japoneses obligaron a los coreanos subyugados a afeitarse la cabeza con este estilo de cabello como un método para convertir su identidad hacia la cultura japonesa.
Para inicios del período Edo, el afeitarse la parte superior de la cabeza (conocido como sakayaki) se volvió una práctica obligatoria dentro de la casta aristocrática de los samurai, y para los años 1660, todos los hombres de Japón, ya fuesen campesinos, artesanos o guerreros, se les prohibió tener una barba, obligándolos a todos a afeitarse con el sakayaki. El estilo del chonmage ("coleta") dependía del estatus social de quien lo lucía, por ejemplo, los samurai solían tener un chonmage mucho más grande y pronunciado que el de los artesanos o comerciantes. Los ronin, o aquellos samurai que ya no servían a un daimyo (señor feudal), no eran obligados a afeitarse la cabeza. Esto se volvió un modo bastante sencillo de identificarlos.
Bajo la Restauración Meiji, las prácticas y estilos de la clase samurai, consideradas feudales y anticuadas para los tiempos modernos tras el fin del sakoku en 1853, resultó en una cierta cantidad edictos emitidos con el objetivo de "modernizar" la apariencia de los hombres de la alta clase social japonesa. Con el edicto Dampatsurei de 1871 emitido por el Emperador Meiji a inicios de la era Meiji, todos los hombres pertenecientes a la casta de los samurai fueron forzados a cortarse el cabello corto, abandonando efectivamente el chonmage.

## Sumo

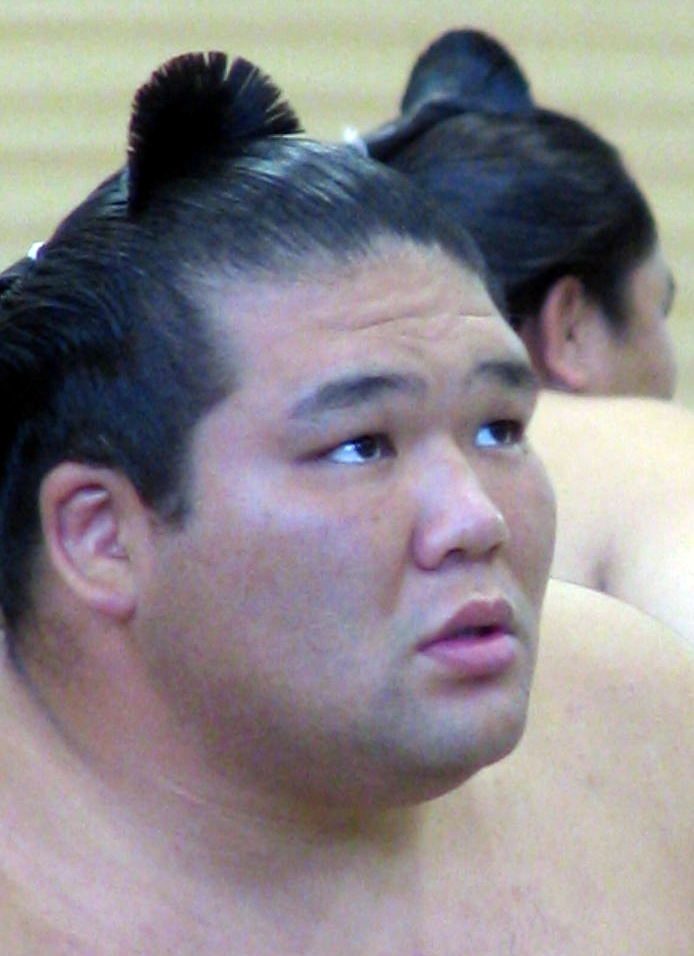
El luchador de sumo Tochiazuma luciendo su chonmage de estilo ōichō.

En el Japón moderno, las únicas personas que todavía utilizan chonmage son los luchadores de sumo y los actores de kabuki. Debido el aspecto único de este peinado en los tiempos modernos, la Asociación Japonesa de Sumo emplea a peluqueros especializados llamados tokoyama los cuales se encargan de cortar y preparar el cabello de los luchadores de sumo.
El estilo del chonmage utilizado en el sumo es ligeramente diferente al original del período Edo, ya que los luchadores no se afeitan la parte superior de la cabeza. No obstante, el cabello a veces puede ser más delgado en esta región del cuero cabelludo por lo que algunos se afeitan solo la corona de la cabeza, llamado nakazori, para permitirle a la coleta tener más estabilidad. Esto es realizado una vez cada tres meses aproximadamente.
Todos los luchadores de sumo profesional utilizan el chonmage una vez que tienen el cabello lo suficientemente largo como para amarrarlo con un nudo. Los luchadores de sumo con estatus de sekitori tienen el derecho de lucir un estilo de chonmage más elaborado, ya sea en ocasiones especiales o en los torneos, llamado ōichō u ōichōmage (coleta de hoja ginkgo), donde la punta de la coleta es rematada formando un semicírculo cuya forma es parecida a la hoja del árbol de ginkgo.
El chonmage es un símbolo tan importante en el sumo profesional que cuando un luchador decide retirarse, este recibe una ceremonia especial donde su coleta es cortada para marcar el fin de su carrera. Varios dignatarios y otras personas importantes en la vida del luchador son invitadas a cortar los mechones de la coleta, siendo su maestro el encargado de hacer el corte final. Para los luchadores que nunca alcanzaron el estatus de sekitori, la ceremonia de corte de cabello es la única ocasión en la que pueden utilizar el ōichōmage.